# Harald Maresch
Harald Maresch (né le 10 juin 1916 à Vienne, mort le 7 décembre 1986 à Los Angeles) est un acteur austro-américain.

## Biographie
Maresch a suivi sa formation artistique au Max Reinhardt Seminar au milieu des années 1930, avant des engagements à Zurich et à Vienne. À 20 ans, il fait ses débuts au cinéma comme le frère de Maria Andergast dans le drame Manja Valewska. Après l'annexion de l'Autriche en mars 1938, Maresch s'enfuit en France. En passant par Trinidad et Cuba, il réussit en juin 1941 à être à New York.
Arrivé à Hollywood, le beau jeune mime interprète en 1944 des figurations sous le nom de Harald Ramond. La même année, une liaison avec l'actrice mexicaine Lupe Vélez provoque bien plus de bruit. En septembre 1944, elle découvre qu'elle est enceinte de l'enfant de Ramond. Elle annonce leurs fiançailles à la fin du mois de novembre 1944. Le 10 décembre, Vélez annonce avoir mis fin aux fiançailles et quitté Ramond. Vélez se suicide le 14. Dans sa lettre d'adieu, elle affirme que Maresch ne veut pas se marier et est le père de l'enfant dont il ne veut pas. Il n'est plus possible qu'il travaille dans le cinéma américain.
Il s'essaie au théâtre, mais n'a pas de succès. En 1951, Harald Maresch produit la pièce My L.A., mais quitte les États-Unis un an plus tard pour se rendre en République fédérale d'Allemagne. Il s'installe à Munich et assume des figurations. Il est présent dans des épisodes de séries télévisées populaires à la fin des années 1960. Harald Maresch revient ensuite à Los Angeles et s'installe à West Hollywood.

## Filmographie
- 1936 : Savoy-Hotel 217
- 1936 : Manja Valewska
- 1944 : L'aventure vient de la mer
- 1945 : Hôtel Berlin
- 1952 : Die Wirtin von Maria Wörth
- 1953 : Checkmate (TV)
- 1953 : Stalag 17
- 1954 : Columbus entdeckt Krähwinkel
- 1955 : Les héros sont fatigués
- 1955 : Die Herrin vom Sölderhof
- 1956 : The River Changes (en)
- 1956 : Viele kamen vorbei (de)
- 1957 : L'Amour comme la femme le désire
- 1957 : Maria fille de la forêt
- 1957 : Le ciel brûle
- 1958 : Les Fausses hontes
- 1958 : Gesucht wird Mörder X (TV)
- 1959 : L'Île du sadique
- 1960 : Le Joueur d'échecs
- 1960 : La Peau d'un espion
- 1960 : La Main rouge
- 1960 : Madame Irene Besser (de)
- 1961 : Der Strafverteidiger (TV)
- 1961 : Max, der Taschendieb (de)
- 1962 : Die Flucht (TV)
- 1962 : La Veuve joyeuse
- 1963 : Allotria in Zell am See (de)
- 1963 : Mit Karl May im Orient (de) (série télévisée)